# 連邦軍微生物学研究所

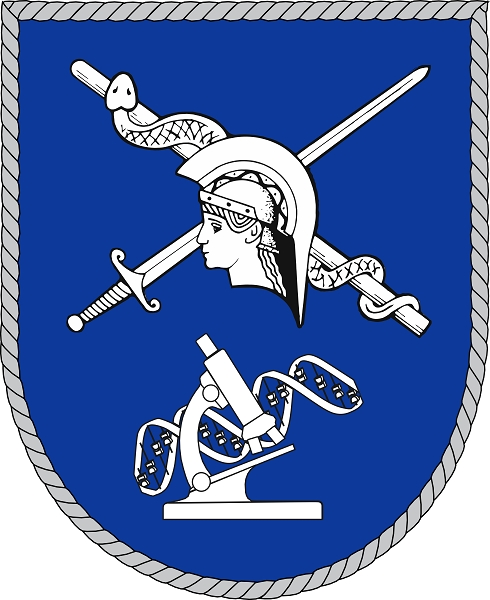
研究所の紋章

連邦軍微生物学研究所（れんぽうぐんびせいぶつがくけんきゅうじょ、ドイツ語: Institut für Mikrobiologie der Bundeswehr、略称: IMB、軍の略称 InstMikroBioBw）は、ドイツ連邦軍の生物兵器研究機関。救護業務軍連邦軍衛生局麾下。所在地はバイエルン州ミュンヘン。
生物兵器に関する専門知識について良好な国際評価を得ている。

## 歴史
研究所は1966年に連邦軍衛生部隊学校・微生物学研究グループ（Laborgruppe Mikrobiologie an der Sanitätstruppenschule der Bundeswehr）として、ミュンヘンにて設立。
研究所本体としては1984年に連邦軍細菌学研究所（Institut für Mikrobiologie der Bundeswehr）設立。当初、本研究所は連邦軍微生物学研究所および連邦軍放射線生物学研究所とともに連邦軍医科大学校の附属機関であった。
こんにち、三つの研究所は連邦軍衛生局の直轄となっている。

## 任務
- 生物兵器専門家による専門的知識に基づく特殊診断、原則、概念、指針および手順についての準備と能力の提供および病原菌に暴露・感染した場合における健康状態の保護と回復。
- 出動部隊（任務部隊）の移動準備において生物兵器等脅威状況の医療的検証に関しての業務。
- 化学兵器に関する健康障害、疫学、疫病管理、病因学、予防、認識および治療についての研究。
- 生物兵器に関する軍備管理および技術的事項についてドイツ外務省に対する助言。